# Petr Janečka
Petr Janečka (25 novembre 1957) è un ex calciatore cecoslovacco, di ruolo attaccante.